# 西村伸一郎
西村 伸一郎（にしむら しんいちろう、1944年（昭和19年）1月24日 - 2011年（平成23年）7月19日）は、日本の政治家。高知県土佐清水市長（2期）。

## 来歴
高知県幡多郡清水町（現・土佐清水市）出身。明治大学政経学部卒。日本社会党に入り、高知県本部県民生活部長を務め、土佐清水市議会議員となる。1979年、高知県議会議員となり、2期務める。1998年の第18回参議院議員通常選挙に高知県選挙区から無所属（民主党、社会民主党推薦）で立候補したが、落選した。2000年の第42回衆議院議員総選挙において高知3区から社会民主党公認で立候補したが、落選した。2001年の土佐清水市長選挙に立候補し、現職の杉村章生を破って当選した。2005年に再選。2009年の市長選挙で元市長の杉村章生に敗れた。